# Roman Coppola

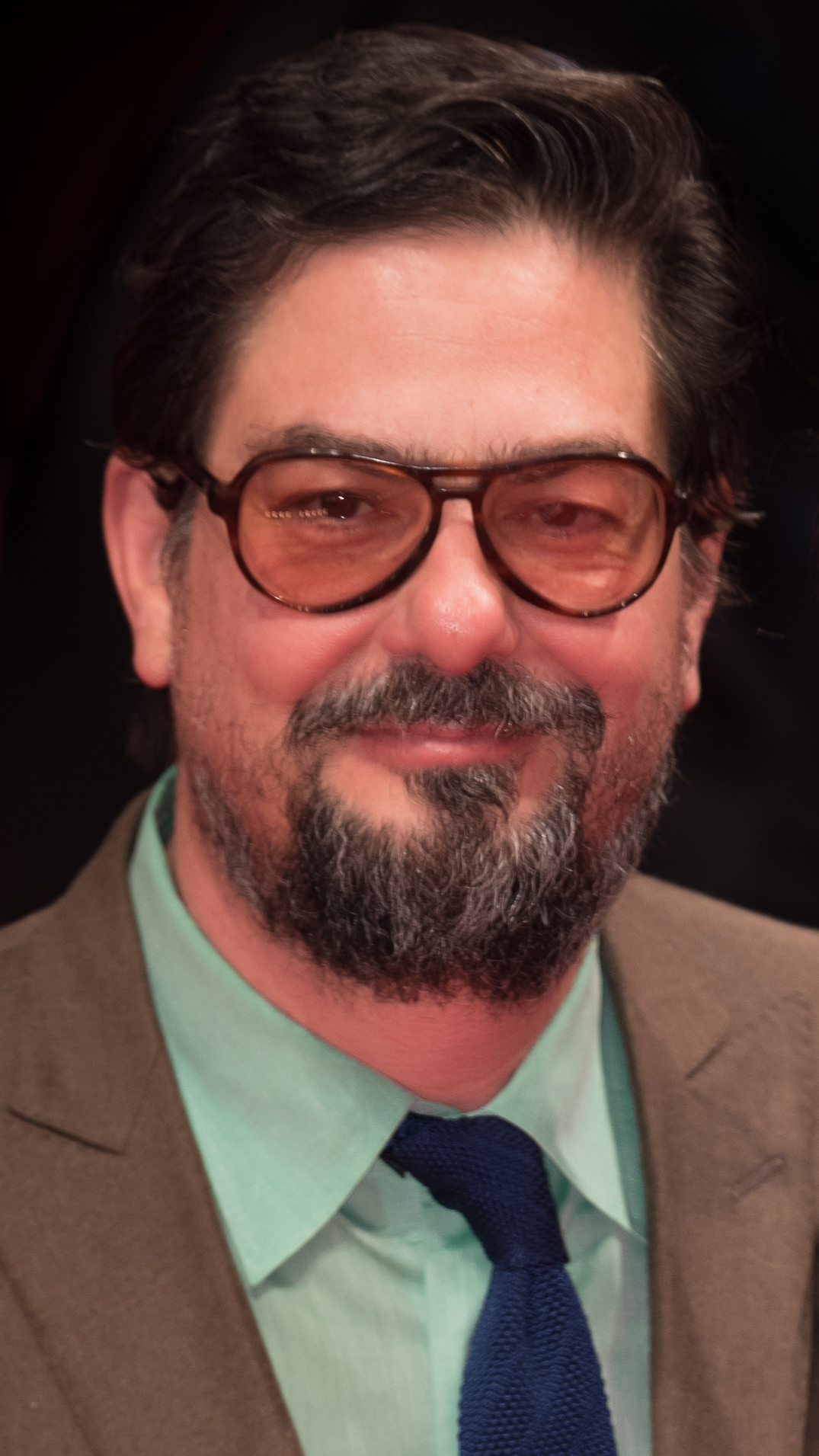
Roman Coppola, 2018

Roman François Coppola (* 22. April 1965 in Neuilly-sur-Seine) ist ein US-amerikanischer Regisseur, Drehbuchautor und Produzent.

## Leben
Coppola wurde 1965 als Sohn des Hollywood-Regisseurs Francis Ford Coppola und seiner Frau Eleanor Coppola bei Paris geboren, als sein Vater in Frankreich das Drehbuch zu Brennt Paris? schrieb. Er ist Bruder der Regisseurin Sofia Coppola und Cousin des Schauspielers Nicolas Cage. Roman begann seine Karriere mit der Inszenierung von Videoclips der Bands The Strokes, Fatboy Slim, Moby, Green Day, Phoenix, Arctic Monkeys und Mansun. 2001 drehte er mit Jeremy Davies, Angela Lindvall, Gérard Depardieu, Jason Schwartzman, Billy Zane, Dean Stockwell u. a. seinen ersten Kinofilm CQ. 2007 schrieb er mit Wes Anderson und Jason Schwartzman am Drehbuch des u. a. auch von ihm produzierten Kinofilms Darjeeling Limited. 2010 war er Mitproduzent des Films Somewhere seiner Schwester Sofia. Mit ihr arbeitete er auch bei ihrem Film The Bling Ring zusammen.
Bei der Oscarverleihung 2013 war er für den Film Moonrise Kingdom in der Kategorie Bestes Originaldrehbuch nominiert.

## Filmografie

### Spielfilme
- 1990: The Spirit of ’76 (Drehbuch)
- 2001: CQ (Drehbuch/Regie)
- 2007: The Darjeeling Limited (Co-Autor mit Wes Anderson und Jason Schwartzman)
- 2010: Somewhere (producer)
- 2012: Charlies Welt – Wirklich nichts ist wirklich (A Glimpse Inside the Mind of Charles Swan III, Produktion, Drehbuch & Regie)
- 2012: Moonrise Kingdom (Co-Autor mit Wes Anderson)
- 2013: The Bling Ring (Produzent)
- 2023: Asteroid City (Co-Autor mit Wes Anderson)
- 2025: Der phönizische Meisterstreich (The Phoenician Scheme – Co-Autor mit Wes Anderson)

### Serien
- 2014–2018 : Mozart in the Jungle (Co-Autor Jason Schwartzman und Alex Timbers)

### Kurzfilme
- 2012: ¡El Tonto! (The Directors Bureau)
- 2012: Modern/Love (The Directors Bureau)
- 2012: The Mirror Between Us (The Directors Bureau)
- 2012: Eugene (The Directors Bureau)
- 2023: Der Schwan (The Swan, Kamera)

### Musikvideos
1994
- God Lives Underwater – „From Your Mouth“
- Nancy Boy – „Deep Sleep Motel“
- Ween – „Voodoo Lady“

1995
- Love Battery – „Harold’s Pink Room“
- The Presidents of the United States of America – „Lump“ (Version #1) / „Kitty“
- Matthew Sweet – „Sick of Myself“ / „We’re the Same“
- Mike Watt (mit Evan Dando) – „Piss Bottle Man“

1996
- Green Day – „Walking Contradiction“
- Mansun – „Taxloss“
- The Presidents of the United States of America – „Lump“ (Version #2) / „Peaches“ / „Dune Buggy“ / „Mach 5“
- The Rentals – „Waiting“

1997
- Wyclef Jean & The Refugee All-Stars (featuring John Forté und Pras) – „We Trying to Stay Alive“

1998
- Cassius – „Foxxy“
- Daft Punk – „Revolution 909“
- Fatboy Slim – „Gangster Trippin’“
- Moby – „Honey“
- Blondie – „Maria“

1999
- Cassius – „La Mouche“
- Supergrass – „We Still Need More (Than Anyone Can Give)“

2000
- Air – „Playground Love“
- Phoenix – „Funky Squaredance“
- Mellow – „Another Mellow Winter“

2001
- The Strokes – „Last Nite“ (Version #2)

2002
- Marianne Faithfull – „Sex with Strangers“
- Phantom Planet – „California“
- The Strokes – „The Modern Age“ / „Hard to Explain“ (Version #2) / „Someday“
- The Vines – „Get Free“

2003
- Ima Robot – „Dynamite“
- The Strokes „12:51“

2004
- Phoenix – „Everything Is Everything“

2006
- Phoenix – „Long Distance Call“
- Rooney – „Tell Me Soon“

2007
- Arctic Monkeys – „Teddy Picker“

2009
- Sebastian Tellier – „L’Amour et la violence“

2013
- Arcade Fire – „Here Comes the Night Time“ / „We Exist“ / „Normal Person“

2014
- Kylie Minogue – „Sexercize“